# Ezer szó
Az Ezer szó (eredeti cím: A Thousand Words) 2012-ben bemutatott amerikai dráma-filmvígjáték, melynek főszereplője Eddie Murphy, rendezője Brian Robbins. A filmet, négy évvel a forgatás után, 2012. március 9-én mutatták be a mozikban. Általánosságban negatív véleményeket kapott a kritikusoktól, a Rotten Tomatoes weboldalon pedig 0%-os értékelést adtak. 

## Cselekmény
Jack McCall (Eddie Murphy) egy ügyfelei hasába lyukat beszélő irodalmi ügynök egy jól menő cégnél. Miközben Dr. Sinja-t (Cliff Curtis) – egy new age önsegítő gurut – egy könyvre próbálja leszerződtetni, a guru átlát a szitán és elfogadja az ajánlatot, de mint később kiderül, csak egy ötoldalas könyv kéziratát nyújtja. Aznap éjjel egy ezer levelű Bodhi fa nő ki a földből McCallék kertjében hirtelen. Dr. Sinja elmegy Jack házához, és együtt fedezik fel, hogy Jack minden kimondott szava után lehullik egy levél a fáról. Ha az összes levél lehull, a fa kiszárad, Jack pedig meghal. Idővel rájön, hogy még a leírt szavak is beleszámítanak; ezen felül, bármi, ami a fával történik, hatást gyakorol Jackre is. Amikor megpróbálja kivágni egy baltával, egy vágás nyoma jelenik meg a saját testén. Amikor mókusok másznak fel a fára, úgy érzi, mintha csiklandoznák. Amikor egy kertész DDT-vel permetezi, Jack úgy érzi, mintha beszívott volna.
Mivel Jack rá van kényszerülve, hogy jól megválogassa szavait, a másokkal való kommunikáció elég nehézzé válik, és sok félreértésbe keveredik. Ezen félreértések miatt elveszít két kitátásban lévő könyvszerződést, aztán a munkáját, majd a feleségét, Caroline-t (Kerry Washington) és a családját is. Caroline úgy dönt elhagyják Jacket, amikor azt hiszi, hogy a némasága annak a jele, hogy nem szereti már őt többé. Amikor Jack megpróbálja megmagyarázni az esetét a fával, nem hisz neki. Csak az asszisztense, Aaron (Clark Duke) jön rá, hogy az igazat mondja, és Jack hívására elmegy a házához, hogy számon tartsa a megmaradt leveleket, miközben ő különböző jótéteményekkel próbálkozik.
Ahogy az élete szétesik, a levelek pedig tovább hullnak, Jack elmegy Dr. Sinjához és megkérdezi tőle, hogyan vethetne véget az átoknak. A guru arra utasítja, hogy teremtsen békét minden kapcsolatával. Csupán egy hátramaradt ágnyi levéllel a fán, Jack megpróbál újra összejönni Caroline-nal, de ő még mindig habozik. Meglátogatja az édesanyját (Ruby Dee), aki súlyos demenciával egy öregotthonban él, ahol ilyen emberek életét segítik. Ő elmondja Jacknek, hogy szerinte milyen ember volt igazából az édesapja, Raymond, és azt kívánja, Jack bárcsak ne haragudna rá, amiért ott hagyta őket, mikor még Jack kölyök volt. Jack rájön, hogy ez a legfontosabb kapcsolat az életében, amit jobbá kell tennie, ezért elmegy az édesapja sírjához. Az utolsó három falevél elhasználásával kimondja: "Megbocsátok neked, apa". Ahogy az utolsó levél is lehullik, Jack szívrohamot kap, és úgy tűnik, meghal. Csörög a telefonja, Aaronnal a vonal másik végén. Jack, aki még mindig életben van, felveszi a telefont. Aaron elmondja neki, hogy a fa levelei varázslatos módon újra megjelentek, és hogy most már újra szabadon beszélhet.
A munkáját nem kapja vissza (Aaront előléptették Jack régi pozíciójára), de ír egy könyvet az élményéről. A könyvnek az "Ezer szó" címet adja és üzletet köt Aaronnal. (Sajnos Aaron az előléptetése azzal járt, hogy olyan lett, mint Jack volt, így ő is megkapja a kis, irodai fácskáját) Jack és Caroline újra összejönnek, és Jack megveszi a családi házat, amire Caroline korábban vágyott; a fa pedig az udvarban áll.

## Szereplők
| Szerep                       | Színész          | Magyar hang       |
| ---------------------------- | ---------------- | ----------------- |
| Jack McCall                  | Eddie Murphy     | Kálid Artúr       |
| Dr. Sinja                    | Cliff Curtis     | Karácsonyi Zoltán |
| Aaron Wiseberger             | Clark Duke       | Szvetlov Balázs   |
| Caroline McCall              | Kerry Washington | Pikali Gerda      |
| munkás                       | Steve Little     | N/A               |
| Samantha Davis               | Allison Janney   | Molnár Zsuzsa     |
| Vak férfi                    | John Witherspoon | Forgács Gábor     |
| McDonaldsban dolgozó fiú     | Jack McBrayer    | N/A               |
| Emily                        | Kayla Blake      | N/A               |
| Robert Gilmore               | Lennie Loftin    | N/A               |
| Annie McCall                 | Ruby Dee         | Borbás Gabi       |
| Christian Léger de la Touffe | Alain Chabat     | Rosta Sándor      |
| Hajléktalan férfi            | Ted Kennedy      | N/A               |

## A film készítése
Az Ezer szó című filmet 2008 augusztusában forgatták a kaliforniai Los Angelesben, és a tervek szerint 2009-ben került volna a mozikba, de a DreamWorks Pictures és a Paramount Pictures, valamint a Viacom szétválása miatt többször is elhalasztották. A Fred: The Movie rendezője, Brian Robbins egy interjúban azt nyilatkozta, hogy a film 2011-ben kerül a mozikba. A filmet 2011 elején újraforgatták.
A filmet akkor 2012 januárjára tervezték, de miután Murphy-t jelölték a 2012-es Oscar-díjkiosztó házigazdájává (később lemondott), a film 2012. március 23-ra kapta meg a bemutató dátumát; ezt később 2012. április 20-ra csúsztatták, mielőtt a végső megjelenési dátumra, 2012. március 9-re halasztották volna.
A 2012. június 8-ra tervezett brit megjelenési dátumot ismeretlen nehézségek miatt törölték, és a filmet ehelyett 2012. július 16-án, DVD-n adták ki az Egyesült Királyságban.

## Bevétel
A film Észak-Amerikában 18 450 127 dollárt, más országokban pedig újabb 2 108 709 dollárt hozott, összesen világszerte 20 558 836 dollárt termelt, amely nem haladta meg a  gyártási költségvetést.

## Elismerések
Az Ezer szó című filmet három Arany Málna díjra jelölték.
33. Arany Málna-gála díjak:
- Legrosszabb Színész (Eddie Murphy)
- Legrosszabb forgatókönyv
- Legrosszabb kép